# Paul Suter (wielrenner)
Paul Suter (Gränichen, 9 maart 1892 - Parijs (Frankrijk), 6 april 1966) was een Zwitsers wielrenner. Paul Suter kwam uit een grote Zwitserse wielerfamilie: onder meer zijn broers Heiri, Franz en Max waren ook wielrenners.
Paul Suter manifesteerde zich vooral op de baan. In 1923 werd hij wereldkampioen stayeren, nadat hij al tweemaal tweede en tweemaal derde was geworden.

## Belangrijkste overwinningen
1911
Zesdaagse van Hamburg; + Franz Suter
München-Zürich
Zürich-München
1912
München-Zürich
1913
München-Zürich
1920
 Wereldkampioenschap stayeren, elite
1921
 Wereldkampioenschap stayeren, elite
1922
 Wereldkampioenschap stayeren, elite
1923
 Wereldkampioen stayeren, elite

## Resultaten in voornaamste wedstrijden
| Jaar | Ronde van Lombardije |
| ---- | -------------------- |
| 1911 | 28e                  |